# Piantagioni dell'Irlanda

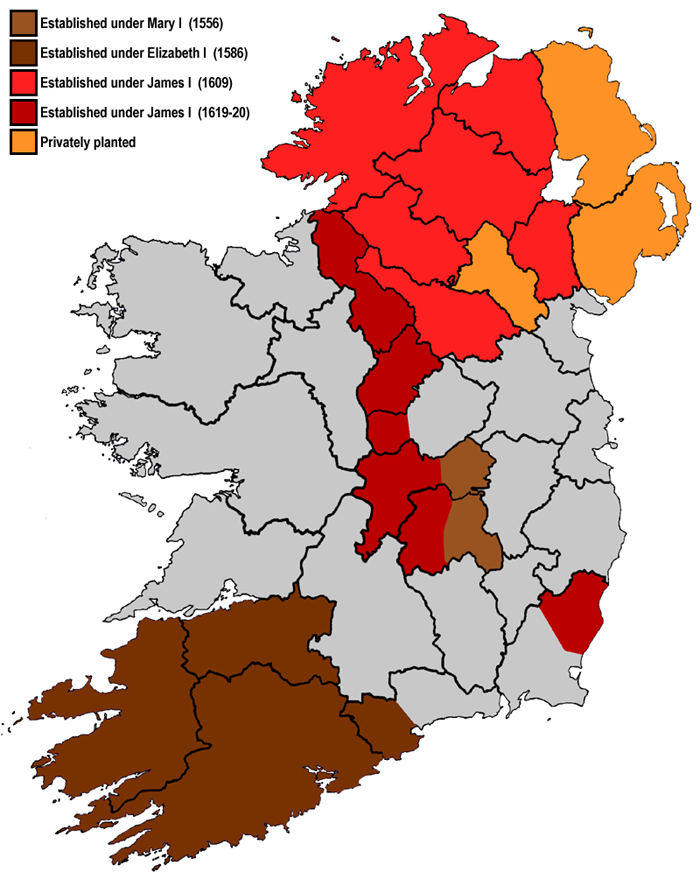
Le contee dell'Irlanda secondo lo schema tradizionale, soggette alle piantagioni (1556 - 1620). La mappa è semplificata.

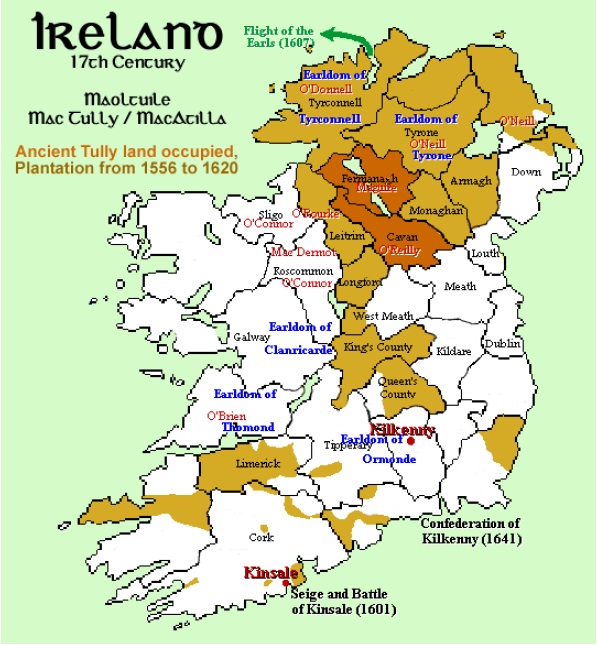
Una mappa più dettagliata delle aree soggette alle piantagioni

Le piantagioni dell'Irlanda tra XVI e XVII secolo, furono il frutto della confisca delle terre agricole irlandesi da parte della corona inglese e la successiva e conseguente colonizzazione di queste stesse terre da parte degli abitanti di Inghilterra e Scozia. Già dal XII secolo, l'Irlanda aveva conosciuto un'immigrazione, seppur su scala ridotta, che aveva portato ai cosiddetti Hiberno-Normanni. Piantagioni non ufficiali erano gestite privatamente da signori locali, in particolare nelle contee di Antrim e Down.
Dal XVI secolo le piantagioni vennero distribuite più su vasta scala con la confisca delle terre occupate dalle dinastie gaeliche e hiberno-normanne, ma principalmente nelle province di Munster e Leinster. La Corona inglese concesse queste terre ai coloni ("planters") provenienti dall'Inghilterra. Questo processo ebbe inizio durante il regno di Enrico VIII e continuò sotto Maria I ed Elisabetta I. Venne accelerato sotto il regno di Giacomo I, quando la piantagione dell'Ulster ebbe luogo e vennero confiscate nuove terre ai capi gaelici che avevano contravvenuto ai concordati con l'Inghilterra, continuando con Carlo I e con Oliver Cromwell; in queste ultime tre fasi le terre vennero concesse anche a proprietari provenienti dalla Scozia.
Le prime piantagioni nel XVI secolo venivano condotte come piccole colonie "esemplari". Le ultime erano basate su confische di massa di terre ai danni dei proprietari terrieri irlandesi e l'arrivo in massa di immigranti da Inghilterra e Galles e poi dalla Scozia.
L'ultimo piano governativo per le piantagioni irlandesi venne stilato all'epoca del Commonwealth inglese e del Protettorato di Cromwell nel corso della metà del XVII secolo, quando migliaia di roundheads si insediarono in Irlanda. Oltre al fenomeno delle piantagioni, l'immigrazione in Irlanda continuò per tutto il XVIII secolo, sia dalla Gran Bretagna che dall'Europa continentale.
Le piantagioni cambiarono la demografia dell'Irlanda creando vaste comunità con identità britannica e fede religiosa protestante. Le classi dominanti rimpiazzarono l'antica classe dominante cattolica, la quale condivideva con la popolazione irlandese una comune identità nazionale e medesime attitudini politiche. La nuova classe dominante rappresentava sia gli interessi inglesi che quelli scozzesi in Irlanda. La natura fisica ed economica della società irlandese venne mutata, introducendo ad esempio il concetto di proprietà privata, di commercio e di credito. Questi cambiamenti portarono alla creazione di una Protestant Ascendancy che durante il XVII secolo assicurò alla Corona il governo dell'Irlanda da Dublino.

## Le prime piantagioni (1556–1576)

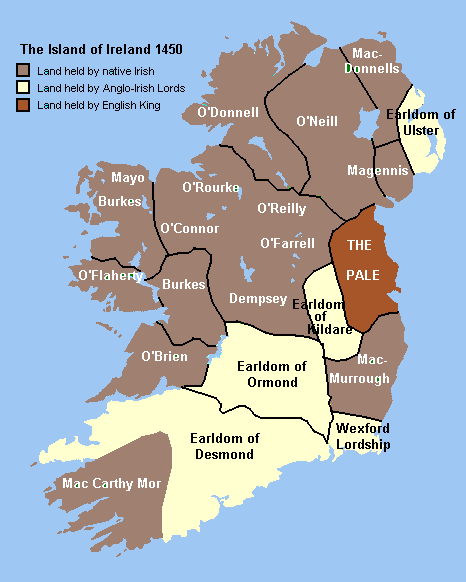
Confini politici in Irlanda nel 1450, prima delle piantagioni

Le prime piantagioni in Irlanda vennero impiantate durante la riconquista Tudor dell'Irlanda. Il governo della Corona a Dublino aveva intenzione di anglicizzare pacificamente il paese e portarlo sotto il dominio inglese, così da incorporare la classe dirigente autoctona nell'aristocrazia inglese. Il governo intendeva favorire lo sviluppo della terra irlandese come possedimento fruttifero, senza il rischio di ribellioni o invasioni esterne. Ad ogni modo la politica della "rinuncia e restituzione" non ebbe gli esiti sperati e le terre dovettero quindi essere confiscate dal governo inglese e vennero istituite le piantagioni.
Nel XVI secolo vi erano due forme di piantagione adottate. La prima era quella della "piantagione esemplare" con piccole colonie di inglesi che esportavano in Irlanda il modello agricolo britannico. Una colonia di questo tipo venne impiantata negli anni '60 del Cinquecento a Kerrycurrihy, presso la città Cork, su terre prese in affitto dal conte di Desmond.
La seconda forma era il preparare la futura politica dell'Inghilterra in Irlanda. Era di natura punitiva e puntava sulla confisca forzosa delle terre a seguito della soppressione delle ribellioni locali. Un esempio dell'applicazione di questo schema fu la piantagione di King's County (oggi Offaly) e quella di Queen's County (oggi Laois) nel 1556, così chiamate in onore dei monarchi spagnoli Filippo e Maria rispettivamente. I nuovi capoluoghi di contea vennero rinominati Philipstown (oggi Daingean) e Maryborough (oggi Port Laoise). Una legge venne approvata secondo la quale si autorizzava il governo in Irlanda a rinominare le contee di Leix, Slewmarge, Irry, Glinmaliry e Offaily dedicandole ai sovrani e alla loro famiglia, così da renderle contee più inglesi.
I clan O'Moore e O'Connor, che occupavano l'area, avevano da sempre razziato l'insediamento britannico di Pale attorno a Dublino. Il Lord deputato d'Irlanda, il conte di Sussex, diede l'ordine di privare i clan delle loro terre e di sostituirli con insediamenti inglesi. Ad ogni modo, qui la tecnica della piantagione non ebbe il successo sperato. Gli O'Moores e gli O'Connors si ritirarono verso le colline e combatterono gli inglesi per i successivi 40 anni con insurrezioni della popolazione. Nel 1578, gli inglesi riuscirono infine a sottomettere il clan O'Moore, massacrando gran parte delle loro famiglie sostenitrici a Mullaghmast, dopo averle invitate per dei negoziati di pace. Rory Oge O'More, il capo dei ribelli nell'area, venne ucciso sul finire dell'anno dopo un'aspra caccia all'uomo. Le crescenti violenze erano il chiaro sintomo di come gli inglesi avessero difficoltà a far accettare agli irlandesi il sistema delle piantagioni. I nuovi coloni finirono per concentrare i loro possedimenti all'interno di aree con fortificazioni militari.
Un'altra area fallimentare per le piantagioni fu quella dell'Ulster negli anni '70 del Cinquecento. La parte est della provincia (occupata dai clan MacDonnells e O'Neills) doveva essere colonizzata dagli inglesi, così da stabilire una barriera tra i gaelici dell'Irlanda e gli scozzesi e fermare così i mercenari scozzesi che periodicamente compivano incursioni in terra irlandese. La conquista dell'Ulster orientale venne decisa tra il conte di Essex e Sir Thomas Smith. Il capo del clan O'Neill, Turlough Luineach O'Neill, temendo la testa di ponte degli inglesi nell'Ulster, mise subito all'erta i propri uomini. I MacDonnells ad Antrim, guidati da Sorley Boy MacDonnell, trovarono anch'essi dei rinforzi tra i loro uomini nelle Ebridi Esterne e le Highlands scozzesi.
Le piantagioni degenerarono e le atrocità perpetrate contro la popolazione locale portarono ad un loro progressivo abbandono. Brian MacPhelim O'Neill di Clandeboye, sua moglie e 200 uomini del suo clan vennero assassinati a tradimento nel corso di una festa organizzata dal conte di Essex nel 1574. Nel 1575, Francis Drake (poi vincitore dell'Invincibile Armata, ma all'epoca paggio del conte di Essex) partecipò a una spedizione navale che culminò nel massacro di 500 uomini del clan MacDonnell in un raid a sorpresa sull'isola di Rathlin. Secondo Harry Kelsey, il ruolo di Drake nel massacro ad ogni modo fu minimo.
L'anno successivo, la regina Elisabetta I, disturbata dalle uccisioni di civili, tentò di fermare questi massacri.

## La piantagione del Munster (dal 1586)
La piantagione del Munster dagli anni '80 del Cinquecento fu la prima piantagione di massa intrapresa in Irlanda. Essa venne istituita come punizione per le rivolte dei Desmond, quando Gerald conte di Desmond si ribellò agli inglesi per la loro interferenza nel Munster. La dinastia dei conti di Desmond venne annientata nella successiva Seconda rivolta dei Desmond (1579–83) e le loro proprietà vennero confiscate dalla Corona inglese. Le autorità inglese colsero l'opportunità per insediare coloni provenienti da Inghilterra e Galles i quali, si sperava, avrebbero così potuto evitare ulteriori ribellioni. Nel 1584, il Surveyor General dell'Irlanda, Sir Valentine Browne e una commissione del Munster, assegnò tutte le terre confiscate a undertakers inglesi: il termine non va inteso nel significato attuale di "becchino", bensì indica ricchi e facoltosi coloni si prendevano incarico di importare manodopera dall'Inghilterra nelle loro terre. Gli undertakers inglesi vennero obbligati a sviluppare nuovi centri abitati e provvedere alla difesa di questi distretti da attacchi interni ed esterni.
Come per gli ex possedimenti di Geraldine (divisi tra le moderne contee di Limerick, Cork, Kerry e Tipperary), la commissione prese in carico tutte le terre confiscate ai clan e alle famiglie che avevano sostenuto le ribellioni a Kerry e a Cork. In questo caso le conseguenze furono meno drastiche in quanto il clan locale, quello dei MacCarthy Mór, ottenne di poter mantenere le sue terre. In quest'area le terre concesse agli undertakers inglesi vennero restituite ai lord locali come ad esempio i MacCarthy, a condizione che questi si attenessero a regole precise.
Altri settori della piantagione versavano ad ogni modo nel caos. John Popham importò 70 lavoratori dal Somerset, ma trovò le terre promessegli già occupate da un altro undertaker e fu costretto a rimandare a casa la manodopera. Tuttavia, 202,343 km2 furono le terre totali adibite a piantagione per i coloni inglesi. La Corona sperava di attrarre nella regione in tutto 15.000 coloni, ma un rapporto del 1589 mostrava come gli inglesi fossero riusciti ad insediare solo 700 persone in tutto. Gli storici hanno calcolato che ogni proprietario terriero avesse una media di 4-5 lavoranti, troppo pochi per pensare di ripopolare completamente un'area così vasta.
La piantagione del Munster era stata pensata per svilupparsi come un insediamento facilmente difendibile perché compatto, ma i coloni inglesi si diffusero invece in tutta la provincia a piccoli nuclei, ovunque fossero presenti terre confiscate. Inizialmente gli undertakers inglesi ottennero delle piccole guarnigioni inglesi per difenderli, ma queste vennero abolite definitivamente negli anni '90 del Cinquecento perché troppo dispendiose. Il risultato fu la guerra dei nove anni, una ribellione irlandese al dominio inglese, che raggiunse il Munster nel 1598 riuscendo a scacciare dalle terre molti dei coloni inglesi che se ne andarono quasi senza combattere. Questi trovarono rifugio nei villaggi cintati della provincia o tornarono in Inghilterra. Ad ogni modo quando la ribellione riuscì ad essere soppressa nel 1601-03, la piantagione venne ricostruita dal governatore del Munster, George Carew.

## La piantagione dell'Ulster (dal 1606)

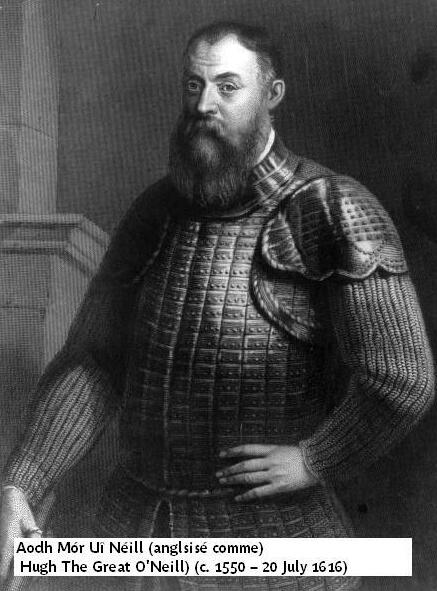
Hugh O'Neill, che guidò la resistenza dei gaelici alla conquista inglese dell'Ulster

Prima della sua conquista nel corso della guerra dei nove anni negli anni '90 del Cinquecento, l'Ulster era la parte dell'Irlanda più abitata da gaelici e l'unica provincia ad essere completamente fuori dal controllo inglese. La guerra, dal 1594 al 1603, terminò con la resa dei signori dei clan O'Neill e O'Donnell alla Corona inglese, ma fu anche estremamente costosa e umiliante per il governo inglese in Irlanda. Ai vinti vennero concessi privilegi vantaggiosi e molti di loro poterono riavere le terre confiscate, sulla base però della legge inglese.
Ma quando Hugh O'Neill e altri conti ribelli lasciarono l'Irlanda nella cosiddetta Fuga dei Conti del 1607 per cercare l'aiuto della Corona spagnola per organizzare una nuova ribellione, il Lord deputato Arthur Chichester colse l'opportunità per colonizzare la provincia e dichiararla proprietà della Corona britannica. Inizialmente, Chichester aveva pianificato una piantagione di modeste dimensioni, con vaste concessioni agli irlandesi locali che si fossero dimostrati fedeli alla causa degli inglesi nel corso della guerra. Ad ogni modo, la ribellione di Cahir O'Doherty del 1608 a Donegal interruppe questi piani. O'Doherty era stato un alleato degli inglesi, ma sentiva di non essere stato degnamente ricompensato per gli sforzi fatti nella guerra. La ribellione venne ben presto soppressa e O'Doherty venne ucciso, ma questi eventi diedero a Chichester il pretesto per espropriare tutti i proprietari terrieri originari della provincia.
Nel 1603 Giacomo VI di Scozia divenne anche re d'Inghilterra col nome di Giacomo I, unendo così le due corone ed ottenendo in possesso anche il regno d'Irlanda con la Corona inglese. La piantagione dell'Ulster venne promossa come una vera e propria avventura inglese per pacificare e civilizzare la provincia. Metà dei nuovi coloni erano scozzesi e furono istituite sei nuove contee:
- Armagh
- Fermanagh
- Cavan
- Coleraine
- Donegal
- Tyrone

Il progetto era determinato da due fattori: il primo era che la Corona voleva proteggere gli insediamenti locali dalle distruzioni ad opera dei ribelli come era accaduto per la piantagione di Munster. Pertanto al posto di consentire ai coloni di insediarsi a gruppi isolati di terre confiscate ai ribelli, le terre vennero confiscate e ridistribuite dal governo, creando una concentrazione di insediamenti inglesi attorno ad aree militarizzate. Ai nuovi proprietari terrieri venne esplicitamente vietato di assumere manovalanza irlandese e furono così costretti ad importarla dall'Inghilterra e dalla Scozia. Ai restanti proprietari terrieri irlandesi venne concesso un quarto delle terre dell'Ulster. La popolazione irlandese che viveva in quell'area venne ricollocata nei pressi delle guarnigioni militari e delle parrocchie protestanti, così da poter essere tenuta sotto controllo. I planter non poterono più vendere le loro terre agli irlandesi.

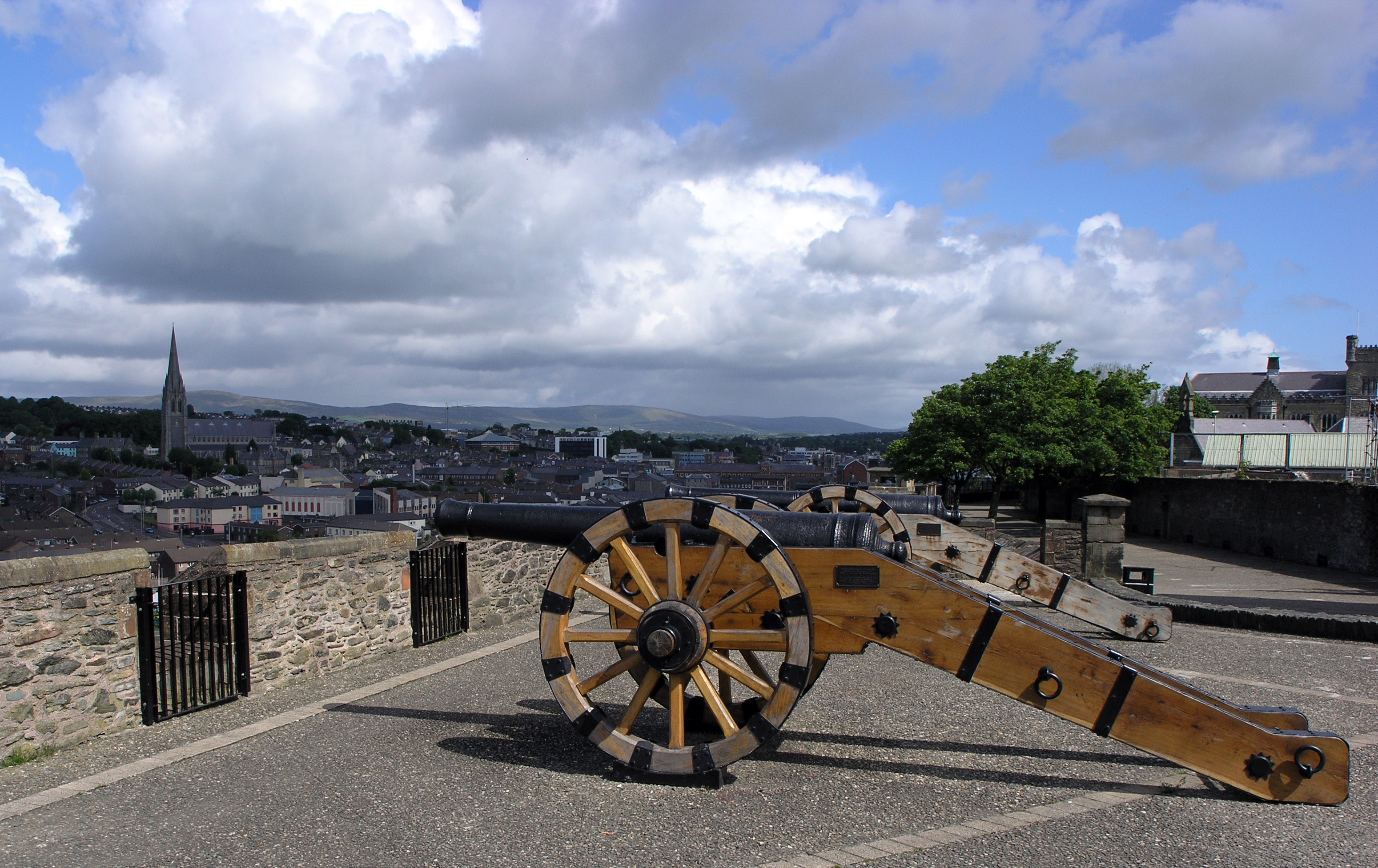
Parte delle mura cittadine di Derry, originariamente costruite nel 1613–1619 per difendere la piantagione qui presente all'epoca.

La seconda influenza nella piantagione dell'Ulster fu il negoziato politico tra i gruppi interessati che parteggiavano per gli inglesi. I principali proprietari terrieri dovevano essere undertaker inglesi, uomini ricchi dell'Inghilterra e della Scozia che erano in grado di importare lavoratori nelle proprie terre. I planter ottennero circa 1214 ettari ciascuno, a condizione che vi insediassero almeno 48 maschi adulti (incluse almeno 20 famiglie) che dovevano essere inglesi di nascita e protestanti di fede. Ad ogni modo, i veterani della guerra d'Irlanda (noti col nome di servitors) guidati da Arthur Chichester, riuscirono ad ottenere delle terre. Dal momento però che molti di questi non disponevano della liquidità necessaria per foraggiare questa colonizzazione, i loro affari vennero sostenuti direttamente dalla City of London (settore finanziario). La City ottenne proprie terre e propri possedimenti in Irlanda. Il principale proprietario terriero anche in Irlanda rimase comunque la Chiesa d'Irlanda di fede protestante. La Corona intendeva così convertire la popolazione al protestantesimo.
La piantagione dell'Ulster fu un successo a metà per gli inglesi. Dagli anni '30 del Seicento, 20.000 furono gli inglesi e gli scozzesi ad insediarsi nell'Ulster, il che portò la popolazione locale da 80.000 a 150.000. Questi arrivarono a costituire la maggioranza della popolazione nelle valli del Finn e del Foyle (attorno alla contea di Donegal), a nord di Armaghe ad est di Tyrone. I planter riuscirono a insediarsi a nord di Down, guidati da James Hamilton e da Hugh Montgomery, e a sud di Antrim grazie a Sir Randall MacDonnell. Il numero dei coloni crebbe rapidamente, e poco meno della metà dei migranti era composto da donne (una percentuale molto alta se comparata ad altre migrazioni contemporanee degli spagnoli in America Latina e degli inglesi in Virginia).
La popolazione irlandese locale non venne però né sradicata né anglicizzata. In pratica, dal momento che tutti erano alla ricerca di terre migliori, si spostavano all'interno e assumevano lavoratori irlandesi, contrariamente a quanto stabilito dai termini della piantagione dell'Ulster. Nel 1609, Chichester deportò 1300 ex soldati irlandesi dall'Ulster a prestare servizio nell'esercito svedese, ma la provincia rimase piagata dalla presenza di banditi irlandesi, che attaccavano i coloni indifesi. Si disse che i coloni inglesi non erano al sicuro ad un miglio di distanza dai villaggi fortificati, sia a causa degli irlandesi sia a causa dei lupi che infestavano la campagna.
Il tentativo di conversione degli irlandesi al protestantesimo portò comunque a qualche successo; in un primo momento tutti i chierici inviati in Irlanda parlavano solo inglese, mentre la popolazione locale parlava unicamente gaelico irlandese.

## Le ultime piantagioni (1610–1641)

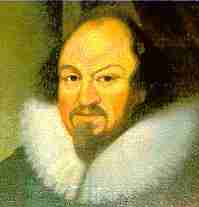
Richard Boyle, I conte di Cork, che raccolse per sé grandi quantità di terre nell'Irlanda del sud all'inizio del XVII secolo

Oltre alla piantagione dell'Ulster, diverse altre piccole piantagioni sorsero sotto il regno degli Stuart (Giacomo I e Carlo I) nel XVII secolo. La prima di queste sorse a nord della contea di Wexford nel 1610, dove le terre vennero confiscate al clan MacMurrough-Kavanagh.

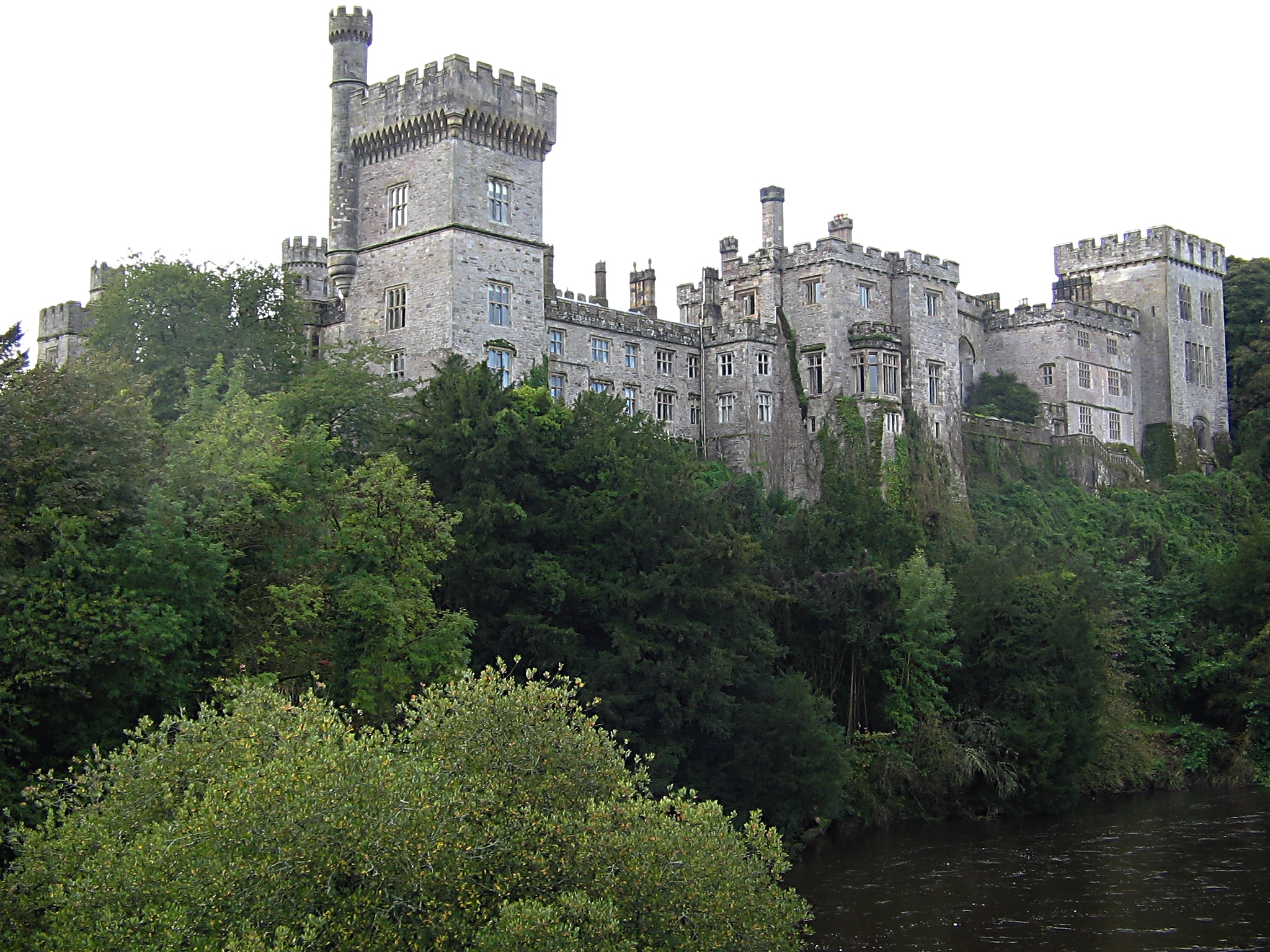
Lismore Castle, contea di Waterford, acquisito dai Boyle e trasformato da una fortezza in un palazzo signorile.

Dal momento che gran parte delle originarie famiglie aristocratiche dell'Irlanda venne privata con la forza delle sue residenze, solo pochi planter inglesi vantavano diritti certi sulle loro proprietà. Per ottenere pertanto questi diritti dovevano consentire alle famiglie originarie di rinunciare ai loro diritti sui possedimenti e per fare ciò spesso queste vennero ripagate con delle concessioni terriere. Questa politica venne utilizzata nei confronti dei Kavanagh a Wexford e anche altrove. Piccole piantagioni andarono quindi ad impiantarsi a Laois, Offaly, Longford, Leitrim e Tipperary.
Un esempio di questa politica lo si può ritrovare nel 1621 quando re Giacomo I avanzò delle pretese su tutta l'alta valle dell'Ossory nella contea di Laois, includendovi il maniero di Offerlane. James, discendendo dalla famiglia de Clare, pretendeva di diritto quelle terre e istituì la piantagione nell'area nel 1626. John FitzPatrick, Barone Upper Ossory, si rifiutò di cedere il proprio maniero di Castletown alla piantagione. Nel 1537 un suo antenato, Brian MacGiollaPadraig, aveva ceduto l'Upper Ossory a re Enrico VIII ed era stato ripagato col titolo di barone secondo la legge inglese; nel 1541 venne creato barone di Upper Ossory. Dopo la morte di John FitzPatrick nel 1626, suo figlio Florence continuò la sua opposizione al sistema della piantagione. Ad ogni modo i Fitzpatrick vennero costretti a cedere parte delle loro terre.
A Laois e a Offally, la piantagione Tudor era composta da una serie di guarnigioni militari di guardia. Nella nuova piantagione, nel clima più pacifico dell'Irlanda del XVII secolo, attrasse un maggior numero di proprietari terrieri, lavoranti e collaboratori. Tra i principali planter del Leinster in questo periodo vi sono Charles Coote, Adam Loftus, e William Parsons.
A Munster, nei primi anni del XVII secolo, migliaia di inglesi e gallesi giunsero nella provincia. A Munster vi erano molte piccole piantagioni. I coloni si concentrarono nei villaggi lungo la costa sud (in particolare Youghal, Bandon, Kinsale e Cork). Tra gli undertaker inglesi più noti nell'area in questo periodo si annoverano Walter Raleigh, Edmund Spenser e Richard Boyle, I conte di Cork. Quest'ultimo in particolare fece una notevole fortuna cumulando per sé terre irlandesi per l'industria e l'agricoltura.

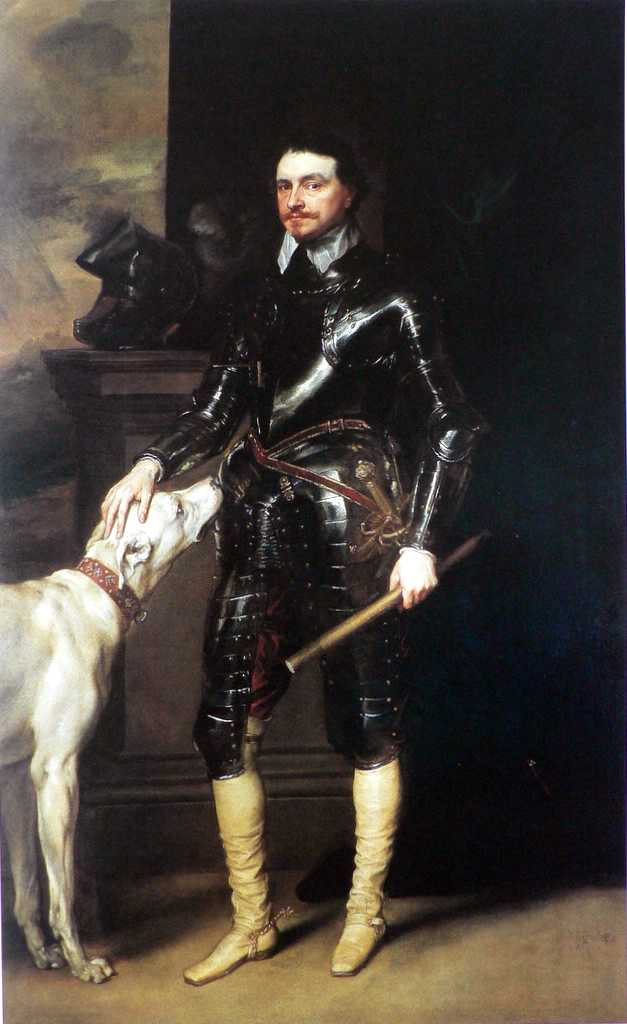
Thomas Wentworth

L'aristocrazia cattolica irlandese non riuscì a fermare l'espansione delle piantagioni in Irlanda perché era svantaggiata sia sul piano politico sia su quello religioso. Dal 1615 rappresentava una minoranza persino nel parlamento irlandese. Nel 1625 ottenne una ferma temporanea nella confisca delle terre aderendo all'alleanza con l'Inghilterra nella guerra contro Francia e Spagna.
Oltre che nelle piantagioni, migliaia di coloni indipendenti giunsero in Irlanda all'inizio del XVII secolo, dai Paesi Bassi, dalla Francia e dall'Inghilterra. Molti divennero lavoranti per i proprietari terrieri irlandesi, altri si insediarono nelle città (in particolare a Dublino); essi erano soprattutto banchieri e finanzieri. Dal 1641, è stato calcolato che erano 125.000 in tutto, pur essendo ancora in una minoranza di 15 a 1 rispetto agli irlandesi autoctoni.
Certo non tutti i planter irlandesi del XVII secolo furono protestanti. Un numero considerevole di cattolici inglesi si insediò in Irlanda tra il 1603 e il 1641, in parte per ragioni economiche, in parte per sfuggire alle persecuzioni della Chiesa cattolica in Inghilterra. In Inghilterra, i cattolici erano una minoranza rispetto ai protestanti e vivevano sotto il costante terrore di tradimenti da parte dei loro compagni di fede. In Irlanda, invece, potevano sentirsi più liberi tra la popolazione cattolica autoctona che rappresentava la maggioranza. I planter cattolici erano più comuni nella contea di Kilkenny, dove costituivano la metà dei planter inglesi e scozzesi giunti nella regione. I figli e i nipoti di questi planter inglesi ebbero un ruolo fondamentale nella politica della Confederazione di Kilkenny negli anni '40 del Seicento, tra questi si distinse soprattutto James Tuchet, III conte di Castlehaven.
Le piantagioni rimasero escluse dall'agenda politica sino alla nomina di Thomas Wentworth, consigliere privato di Carlo I, alla carica di Lord deputato d'Irlanda nel 1632. Il lavoro di Wentworth era quello di recuperare le rendite locali per Carlo I e di cementare il controllo reale sull'Irlanda - il che comprendeva, tra le altre cose, la creazione di ulteriori piantagioni, sia per raccogliere più rendite sia per frammentare sempre più il potere politico della gentry cattolica irlandese. Wentworth confiscò terre a Wicklow e pianificò su basta scala la piantagione del Connacht — dove tutti i proprietari terrieri persero da metà a un quarto dei loro possedimenti. Le giurie locali erano intimidite dal potere di Wentworth; quando in gruppo di proprietari terrieri del Connacht si lamentò con Carlo I, Wentworth li fece imprigionare. Ad ogni modo, i coloni procedettero solo nelle contee di Sligo e Roscommon.
Wentworth riservò un trattamento simile anche alla maggior parte dei proprietari terrieri cattolici del Leinster, tra cui vi erano i membri della potente famiglia dei Butler. Il piano di Wentworth venne interrotto dallo scoppio della Guerre dei Vescovi in Scozia, che portò poi all'esecuzione di Wentworth per volere del parlamento inglese e alla guerra civile in Inghilterra e in Irlanda. L'atteggiamento di Wentworth nei confronti dei proprietari terrieri cattolici fu una delle cause principali della rivolta del 1641, dal momento che vi aderirono le famiglie cattoliche più ricche e più potenti dell'Irlanda.

## La rivolta del 1641
Nell'ottobre del 1641, dopo un cattivo raccolto e la minaccia di un clima politico instabile, Phelim O'Neill diede avvio a una ribellione, sperando di risolvere i molti problemi dei proprietari terrieri cattolici irlandesi. Ad ogni modo, una volta che ebbe avviato la ribellione, il risentimento degli irlandesi nell'Ulster li portò ad attacchi indiscriminati contro la popolazione in quella che divenne nota come rivolta irlandese del 1641. I cattolici irlandesi attaccarono le piantagioni in tutto il paese, ma in particolare nell'Ulster. Gli scrittori inglesi del tempo posero le vittime dei protestanti a più di 100.000 persone. William Petty, nel suo rapporto degli anni '50 del Seicento, riportava le perdite totali a 30.000. Ricerche più recenti, ad ogni modo, basate sulle deposizioni dei rifugiati protestanti raccolte nel 1642, suggeriscono il numero di soli 4000 morti con 12.000 forse morti per cause successive come ad esempio le malattie (causa di alta mortalità in tempo di guerra) o le privazioni dopo l'espulsione dalle loro case.
Gli irlandesi cattolici istituirono un loro governo, l'Irlanda confederata, per combattere nelle successive guerre. Negoziarono con Carlo I, tra le altre cose, la fine delle piantagioni e una parziale revisione di quelle esistenti e dei loro regolamenti. Nei successivi dieci anni, vi furono dei combattimenti per rivalità locali in tutta l'Irlanda e il paese venne infine schiacciato ed occupato dal New Model Army durante la conquista cromwelliana dell'Irlanda dal 1649 al 1653.
L'Ulster venne pesantemente colpito dalla guerra, con perdite massicce di civili e la dispersione della popolazione locale. Le atrocità commesse da entrambe le fazioni in guerra avvelenarono le relazioni tra coloni e comunità autoctone. Anche se la pace e l'ordine vennero ristabiliti anche nell'Ulster, le ferite aperte negli anni delle piantagioni e della guerra civile impiegarono più tempo a rimarginarsi, con presenze ancora nel XXI secolo.
Nella ribellione del 1641, la piantagione di Munster venne temporaneamente distrutta, come lo era stata durante la guerra dei nove anni. Dieci anni di guerra seguirono proprio nel Munster tra i plantes e i loro discendenti e gli irlandesi cattolici autoctoni. Le divisioni etniche e religiose ad ogni modo erano meno forti nel Munster che nell'Ulster. Alcuni dei planter inglesi nel Munster erano stati loro stessi cattolici e i loro discendenti si schierarono in buona parte con gli irlandesi dagli anni '40 del Seicento. Per contro, alcuni nobili irlandesi, per poter meglio vivere in quel periodo disperato, decisero di convertirsi al protestantesimo (tra questi in particolare il conte Inchiquin), schierandosi quindi con i nuovi coloni giunti dall'Inghilterra.

## La confisca delle terre da parte dei cromwelliani (1652)
Gli irlandesi confederati avevano riposto le loro speranze nella vittoria dei realisti nella guerra dei tre regni, e così si votarono in fedeltà a Carlo I, costringendolo per contro ad accettare le loro richieste (tra cui la tolleranza del cattolicesimo, l'autogoverno irlandese e la fine della politica delle piantagioni). Ma i realisti di Carlo I vennero sconfitti nell'ambito della guerra civile inglese dai parlamentari, i quali si impegnarono come prima cosa a riconquistare l'Irlanda e a punire quanti si erano resi responsabili della ribellione del 1641. Nel 1649, Cromwell in persona sbarcò in Irlanda col suo New Model Army e dal 1652 aveva ormai ristabilito l'ordine sull'isola. Il parlamento inglese pubblicò i termini della resa dei cattolici e dei realisti in Irlanda, termini duri che includevano ancora una volta la confisca in massa delle terre di proprietà dei cattolici.

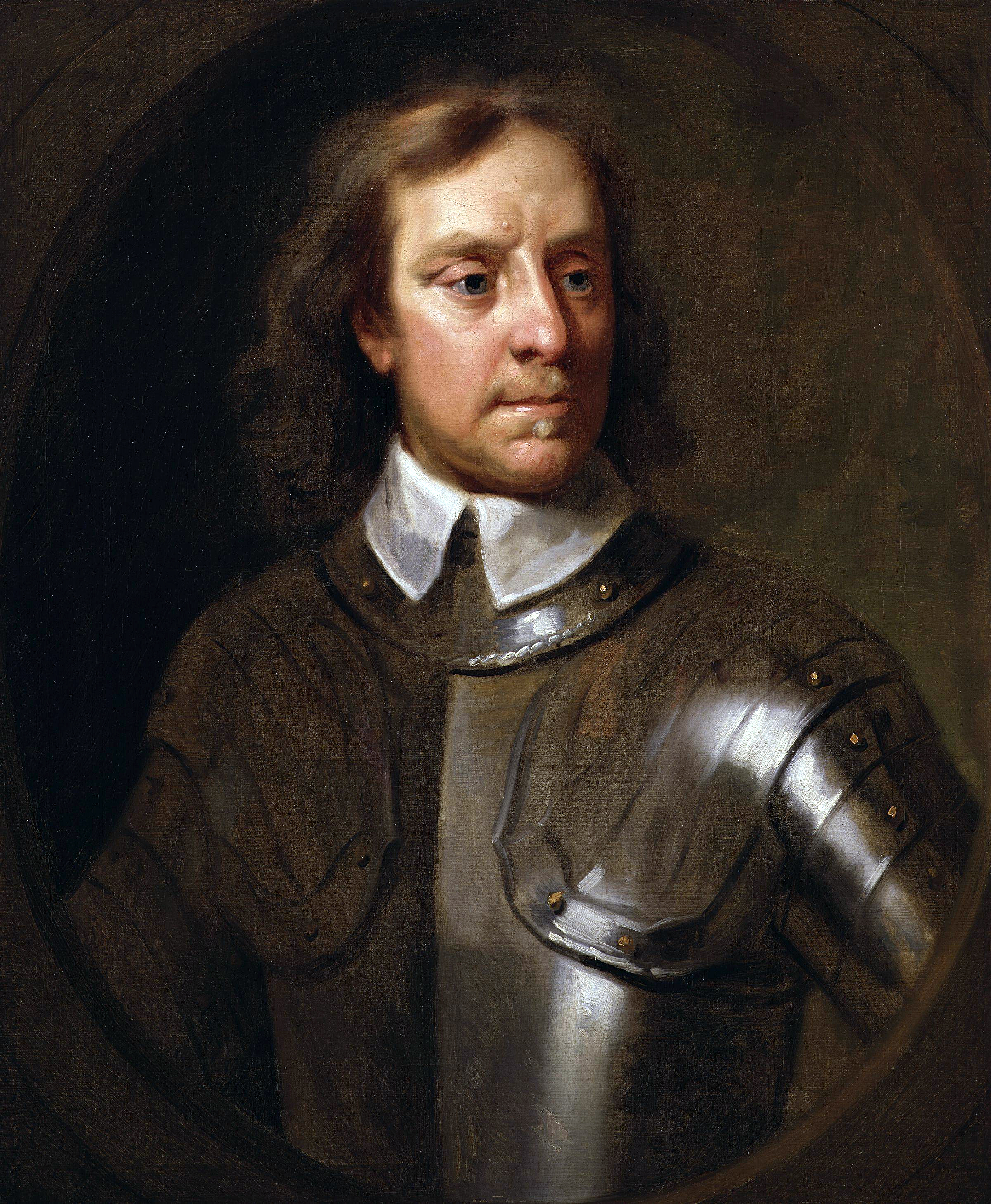
Oliver Cromwell, sotto il cui regime del Commonwealth gran parte delle terre dei cattolici in Irlanda vennero confiscate

Cromwell addossò tutte le responsabilità della ribellione agli irlandesi cattolici e disse di voler dare a ciascuno di essi "castigo per i loro demeriti" (ovvero le adeguate sanzioni secondo il suo punto di vista, dalla confisca totale o parziale delle terre sino all'esecuzione nei casi più gravi). Il Parlamento Lungo aveva dato il via alle confische delle terre irlandesi su vasta scala dal 1642, quando venne approvato l'Adventurers Act, come misura preventiva per tagliare fondi ai capi ribelli. L'Act of Settlement (1652) stabilì che chiunque avesse preso le armi contro il parlamento dovesse subire la confisca delle terre. Questa politica mirava ancora una volta a concedere le terre irlandesi agli inglesi e ai militari che avevano preso parte alla soppressione della rivolta, ma nel contempo, quei protestanti che pure avevano combattuto al fianco dei realisti, non subirono confische, ma vennero costretti a pagare pesanti multe al regime di Cromwell. In conclusione, quello che Cromwell aveva ottenuto era ormai la fine del sistema delle piantagioni.
L'opera venne completata con la compilazione dell'"Irish Civil Survey" del 1654–1655. Il proposito di questo atto era quello di assicurarsi precise informazioni sui luoghi, sulla tipologia, sul valore e sulle rendite di tutte le terre irlandesi nell'anno 1641, prima dello scoppio della rivolta irlandese del 1641. Le ventisette contee dell'Irlanda vennero costrette quindi a riferire i loro dati terrieri al governo inglese. Sir Willam Petty nel 1655-1656 si occupò invece di stendere il Down Survey, una mappa di tutte le terre confiscate dopo la rivolta.
Più di 12.000 veterani del New Model Army vennero ricompensati con terre in Irlanda a causa del fatto che il Commonwealth non era in grado di pagare loro il dovuto, a causa delle eccessive spese che la guerra aveva comportato alle casse dello stato. Molti di questi soldati preferirono in seguito vendere le loro concessioni terriere ad altri protestanti anziché trasferirsi in Irlanda, ma 7500 di essi decisero invece di spostarsi in massa in Irlanda. A tutti venne comunque consigliato di tener pronte le armi in caso di future rivolte. Presi tutti insieme, probabilmente, i merchant adventurer erano poco più di 10.000, di cui molti erano uomini singoli, ma vi erano anche delle persone maritate. Molti dei soldati di Cromwell iniziarono così ad integrarsi nella società cattolica irlandese. Oltre ai sostenitori del regime parlamentare, migliaia di covenanter scozzesi che già erano stati mandati di stanza a risiedere nell'Ulster decisero di trasferirsi definitivamente in Irlanda dopo la fine della guerra.
Alcuni parlamentari, per maggiore sicurezza dei coloni inglesi, suggerirono di deportare tutti gli irlandesi ad ovest del fiume Shannon, ma questo ad ogni modo avrebbe richiesto che migliaia di inglesi si fossero trasferiti nelle aree dell'Irlanda lasciate libere dai suoi abitanti autoctoni, cosa impensabile. Venne così a crearsi una classe di proprietari terrieri inglesi in Irlanda. Una minoranza "cromwelliana" di questi proprietari terrieri era composta inoltre da soldati parlamentari o creditori. Molti erano addirittura coloni che si erano insediati già prima dello scoppio della guerra e che poi avevano colto l'opportunità di ottenere delle terre dalle confische. Prima della guerra, i cattolici detenevano il 60% della terra in Irlanda. Durante il periodo del Commonwealth, le terre in mano ai cattolici arrivarono all'8-9%. Dopo alcune restituzioni volute dalla restaurazione degli Stuart con l'Act of Settlement 1662, risalirono al 20%.
Nell'Ulster, il periodo cromwelliano eliminò completamente tutti i proprietari terrieri originari. Nel Munster e nel Leinster, le confische di massa dei terreni di proprietà dei cattolici dopo la conquista cromwelliana dell'Irlanda portarono i protestanti inglesi ad acquisire quasi tutte le terre. Inoltre, sotto il regime del Commonwealth, quasi 12.000 irlandesi vennero venduti come schiavi e destinati ai Caraibi o alle colonie Nord Americane. Altri 34.000 si portarono in esilio nel continente europeo, perlopiù in paesi cattolici come la Francia o la Spagna.
Recenti ricerche ad ogni modo hanno mostrato come l'aristocrazia autoctona irlandese non scomparve del tutto durante questo tormentato periodo. Molti infatti si dedicarono al commercio oppure divennero amministratori delle loro antiche terre per i nuovi padroni.

## Insediamenti successivi
Per il resto del XVII secolo, i cattolici irlandesi tentarono di far annullare l'Act of Settlement cromwelliano. Riuscirono a ottenere qualcosa da Giacomo II nel corso della guerra guglielmita in Irlanda, ma la sconfitta dei giacobiti portò a nuove confische terriere. Negli anni '80 e '90 del Seicento, vi fu un'ulteriore ondata colonizzatrice in Irlanda (senza però la presenza di altre piantagioni o confische terriere). Durante questo periodo si insediarono in Irlanda prevalentemente degli scozzesi, piagati in patria dalla carestia, i quali si portarono prevalentemente nell'Ulster, facendo decrescere protestanti e presbiteriani, sino a divenire la maggioranza della popolazione nell'area.
Gli ugonotti francesi, che erano protestanti, incoraggiarono nuovi insediamenti in Irlanda; questi erano stati espulsi dalla Francia dopo la revoca dell'Editto di Nantes ad opera di Luigi XIV nel 1685. Molti ex soldati francesi avevano combattuto per i guglielmiti nella guerra guglielmita in Irlanda. Questa comunità si insediò prevalentemente a Dublino, mentre altri emigrarono a Londra. Il loro cimitero si trova ancora oggi a St Stephen's Green. La comunità contava circa 10.000 persone.

## Risultati a lungo termine
Il periodo delle piantagioni ebbe un profondo effetto in Irlanda. Esso portò innanzitutto alla rimozione o all'esecuzione dell'aristocrazia cattolica e alla sua sostituzione con l'aristocrazia protestante (la cosiddetta Protestant Ascendancy) proveniente dalla Gran Bretagna. La posizione dei nobili protestanti venne rafforzata dalle Leggi penali. Questo impedì per lungo tempo ai proprietari terrieri cattolici di occuparsi di politica, di gestire lo stato e di vantare diritti sui loro possedimenti. La predominanza della classe protestante nella vita irlandese persistette sino a tutto il XVIII secolo, quando vennero infine costretti a votare, seppur riluttanti, l'Act of Union con la Gran Bretagna nell'anno 1800. Questo provvedimento, abolì di fatto il parlamento irlandese, rendendo l'isola unicamente soggetta alle decisioni del parlamento britannico.

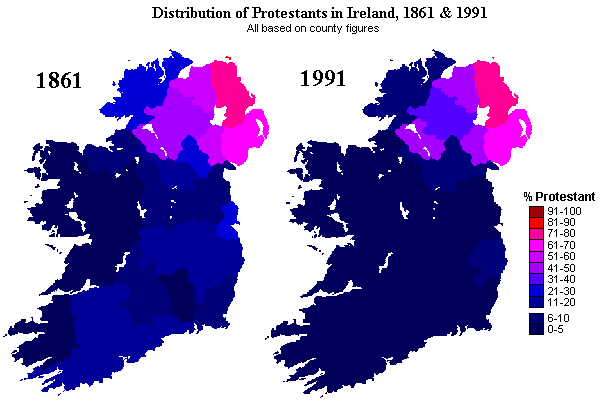
Concentrazione dei protestanti in Irlanda, in paragone tra la situazione del 1861 e quella del 1991.

L'attuale ripartizione dell'Irlanda in Repubblica d'Irlanda e Irlanda del Nord si può notare come de facto si sia andata costituendo già nel XVII secolo. Gran parte della popolazione dell'Ulster, protestante, ha infatti preferito rimanere parte del Regno Unito, mentre per contro il resto del paese a maggioranza cattolica fu favorevole all'indipendenza. Nel 1922, gli unionisti erano la maggioranza in quattro delle nove contee dell'Ulster. Di conseguenza, col Trattato anglo-irlandese del 1921, queste quattro contee rimasero col Regno Unito a formare l'Irlanda del Nord. Questo nuovo stato aveva e ha ancora oggi una minoranza di cattolici, molti dei quali sono discendenti dei proprietari delle piantagioni antiche. Il periodo del conflitto nordirlandese per certi aspetti può essere interpretato come la continuazione dei conflitti e delle contrapposizioni tra la popolazione locale privata delle proprie terre e le ingiustizie subite durante il periodo delle piantagioni.
Le piantagioni ebbero anche un'influenza di tipo culturale: la cultura gaelico-irlandese venne soppiantata da quella inglese che divenne la lingua ufficiale del potere e degli affari. Sebbene ancora nel Settecento l'irlandese fosse la lingua maggiormente parlata in Irlanda, l'inglese era la lingua obbligatorio in parlamento, nei tribunali e nelle transazioni commerciali. Nei successivi due secoli, l'uso dell'inglese aumentò ulteriormente. Dopo la decimazione della popolazione a causa della Grande carestia irlandese degli anni '40 dell'Ottocento e l'emigrazione di quasi 2.000.000 di persone, l'uso dell'irlandese decrebbe notevolmente.
In ultima analisi, le piantagioni e il loro sviluppo agricolo alterarono radicalmente l'ambiente e l'aspetto fisico dell'Irlanda. Nel 1600, gran parte dell'Irlanda era coperta da boschi. Gran parte della popolazione viveva in piccoli villaggi e molti migravano stagionalmente seguendo i pascoli. Nel 1700 i boschi originari dell'Irlanda erano ormai stati decimati per vari usi da parte dei nuovi coloni (commercio, costruzione di navi) dal momento che le foreste inglesi erano già state sacrificate per rendere l'Inghilterra una grande potenza navale. Molte specie autoctone, come ad esempio il lupo, vennero cacciate sino all'estinzione in questo periodo. La popolazione dei coloni si urbanizzò in modo permanentemente. Alcuni contadini irlandesi continuarono ad ogni modo le loro pratiche agricole tradizionali, ma verso la fine del periodo delle piantagioni ormai quasi tutta l'Irlanda era stata integrata in un'economia di mercato.